# Neischnus germari
Neischnus germari är en stekelart som först beskrevs av Julius Theodor Christian Ratzeburg 1849.  Neischnus germari ingår i släktet Neischnus och familjen brokparasitsteklar. Inga underarter finns listade i Catalogue of Life.